# Greencubator
Українська мережа енергетичних інновацій Greencubator — українська неприбуткова організація, що реалізує кліматичні, освітні, соціальні та медіапроекти, спрямовані на популяризацію та розкриття можливостей відновлюваної енергетики. Заснована у 2009 році братами Андрієм і Романом Зінченками.
Організація є учасницею коаліції Реанімаційний пакет реформ.

## Проекти Greencubator
- TeslaCamp (EnergyCamp з 2009 по 2012) – це подія що збирає на свіжому повітрі для обговорення майбутнього енергетики найрізноманітніших учасників. Серед них – галузеві експерти, що не один десяток років працюють у різних енергетичних галузях, стартапери та підприємці, активісти, екологи та представники громад. Всі разом вони творять подію, що дозволяє краще зрозуміти сучасні тренди у розвитку технологій відновлюваної енергетики, зеленої економіки, низьковуглецевого розвитку. TeslaCamp дозволяє побачити в Україні те, що лише зароджується в лабораторіях та творчих спільнотах у всьому світі, а завтра – стане нашою дійсністю.  На TeslaCamp Ви можете поспілкуватись за кавою із керівником державного підприємства, представником міністерства, стартапером, бізнесменом.  Все це – у невимушеній, не обтяженій надмірною статустністю обстановці та з драйвовим настроєм.
- Hack4Energy [Архівовано 26 вересня 2017 у Wayback Machine.] - Хакатон енергетичної свободи "Hack4energy" створює технологічні та поведінкові рішення, які дадуть сотням тисяч українців можливість не платити за енергію окупанту, зекономити, боротися з відключеннями, спільними зусиллями стабілізувати енергосистему. Мільйони крапель в енергетичному океані можуть або зруйнувати енергосистему, або оздоровити її. Ми пропонуємо отримувати енергію зі зміни поведінки, з ввімкненої уваги, з простих звичок, які економлять гігавати електроенергії. І поки держава не помічає можливості на стороні споживача - час зайнятися цим волонтерам.
- CLIMATELAUNCHPAD [Архівовано 28 вересня 2017 у Wayback Machine.] - Щоб відкрити дорогу українським «зеленим» стартапам, Greencubator приводить в Україну найбільший європейський клінтек-конкурс ClimateLaunchpad від Climate-KIC. Мета конкурсу — прокласти швидкий шлях від бізнес-ідей в сфері чистих технологій до динамічних компаній, які творять низьковуглецеве майбутнє. ClimateLaunchpad шукає клінтек таланти з усієї Європи і допомагає перетворювати зелені ідеї в глобальні бізнеси.  ClimateLaunchpad проводиться з 2014 року, на конкурс в 2015 році було подано 738 ідей, і 80 з них вийшли у європейський фінал. Серед переможців попередніх років — команда Desert Control, яка перетворює пустелю на родючу землю за допомогою спеціально розробленого субстрату глини, команда Solabolic з новим поколінням сонячних концентраторів, які дозволяють на 35% зменшити витрати сонячних електростанцій, або команда Crowbar Protein, яка розробила протеїновий батончик з цвіркунів.
- Climate Innovation Vouchers [Архівовано 25 вересня 2017 у Wayback Machine.] (Кліматичні інноваційні ваучери) – проект ЄБРР, який фінансує EU Neighbourhood Facility та адмініструється ГО Greencubator. Це інструмент фінансової підтримки українських кліматично-дружніх бізнесів, завдяки якому українські компанії можуть отримати безповоротне фінансування для розвитку своїх інноваційних проектів, спрямованих на розробку або впровадження кліматичних технологій задля скорочення викидів парникових газів та зменшення впливу на довкілля. Бюджет програми – 1 мільйон євро.  фінансовий інструмент, що дозволяє українським компаніям фінансувати впровадження кліматичних інновацій. Інноваційними Ваучерами можуть користуватись різні компанії – від розробників кліматичних технологій до тих, хто прагне їх використати для скорочення свого впливу на довкілля чи скорочення витрат енергії.  Відповідно до даних Bloomberg [Архівовано 29 жовтня 2017 у Wayback Machine.] в 2016 році глобальні інвестиції у стійкий розвиток збільшились на більш ніж 2 трильйони доларів і досягли 8,7 трильйонів доларів. За даними звіту IFC [Архівовано 6 жовтня 2017 у Wayback Machine.], до 2030 року загальний обсяг можливостей для кліматично розумних інвестицій на ринках, що розвиваються становить 23 трильйони доларів США. При цьому, на країни Східної Європи, де одним із найбільших ринків є Україна, припадає 665 мільярдів доларів інвестиційних можливостей.  За допомогою Програми Інноваційних Ваучерів ЄБРР хоче підтримати українські компанії, покращити умови для розвитку та впровадження кліматичних технологій. Інноваційні Ваучери – інструмент запуску та розвитку швидко-зростаючого та значного за обсягами ринку в Україні.

У вересні 2017 засновники організації Андрій та Роман Зінченки перемогли в конкурсі та здобули премію Bright Award for Environmental Sustainability, а також приз розміром у $100 000 від Стенфордського університету за проекти зеленої енергетики.